# Ulrichstein (Gedenkstein)

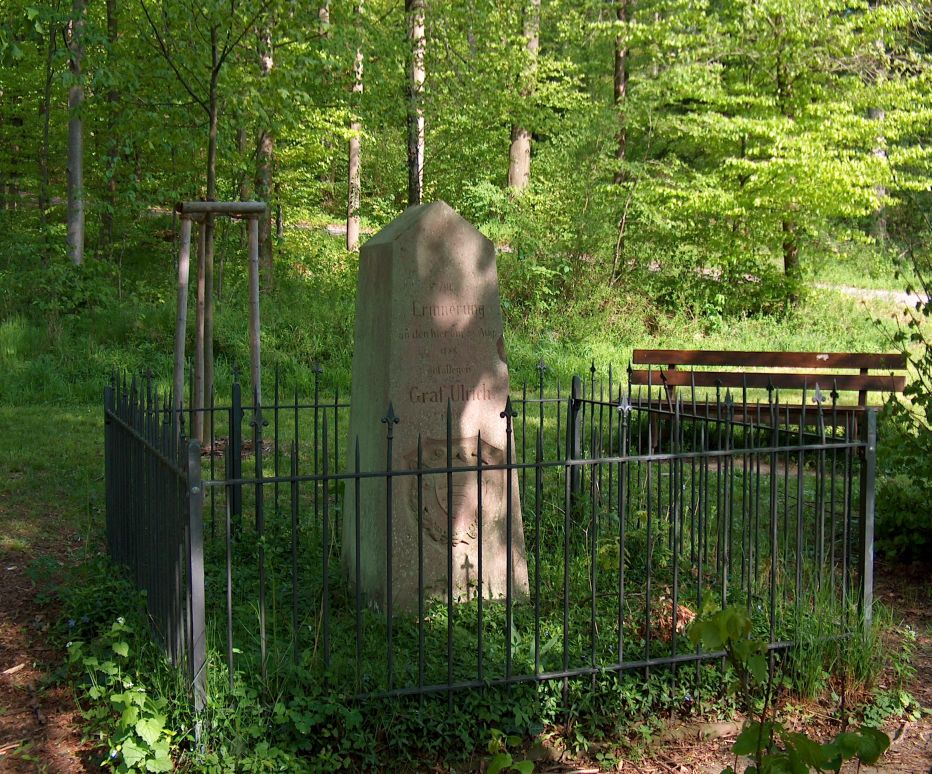
Ulrichstein bei Döffingen

Der Ulrichstein ist ein historisches Denkmal in der baden-württembergischen Gemeinde Grafenau, welches 1888, im 500. Todesjahr des Grafensohnes Ulrich von Württemberg, errichtet wurde.

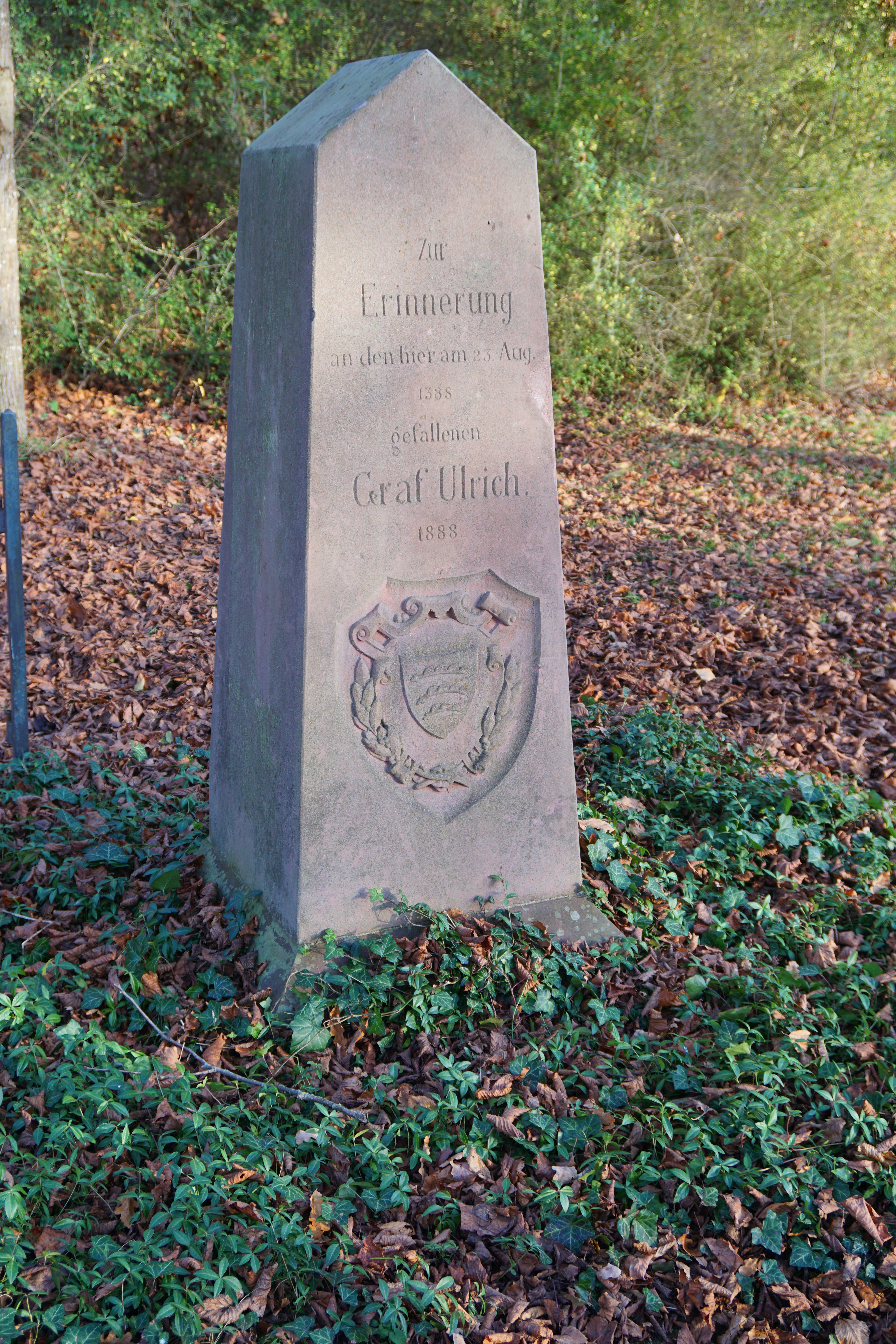
Ulrichstein nach Entfernung des Zaunes

Das Denkmal ist 1,50 Meter hoch und besteht aus rotem Sandstein.
Graf Ulrich fiel in der Schlacht bei Döffingen im Jahre 1388, welche als die größte und blutigste Schlacht des 14. Jahrhunderts in ganz Süddeutschland gilt. Er führte die Vorhut der Armee des Landesfürsten, die hier in den Kampf gegen die Freien Reichsstädte zog.
Die gesamte Vorhut wurde aufgerieben. Doch seinem Vater, Eberhard dem Greiner, der mit der Hauptarmee kam, gelang es, die Schlacht noch zu gewinnen.
Die Schlacht bei Döffingen gilt als die entscheidende Schlacht, durch welche die Macht des Schwäbischen Städtebundes zerbrach, und die somit das Herzogtum und später das Königreich Württemberg ermöglichte.